# Wolfgang Kraus (Fußballspieler, 1962)
Wolfgang Kraus (* 28. März 1962 in Wiesbaden) ist ein ehemaliger deutscher Fußballspieler.

## Karriere
Kraus spielte ab 1976 in der Jugend von Kickers Offenbach. Seine ersten zehn Spiele in der 2. Bundesliga 1980/81 bestritt er noch als Amateur. Offenbach wurde hinter dem SV Darmstadt 98 Vizemeister, scheiterte aber in den zwei Entscheidungsspielen gegen Eintracht Braunschweig (1:0; 0:2) am Bundesligaaufstieg. Im Rückspiel am 10. Juni 1981 wurde Kraus in der 2. Halbzeit in Braunschweig eingewechselt. Erst zur Runde 1981/82 gehörte er dem Spielerkader des OFC in der 2. Liga an. Da kam er dann allerdings nicht zum Einsatz. Seine letzten fünf Zweitligaspiele absolvierte der 1,80 m große Mittelfeldspieler 1982/83 unter Trainer Lothar Buchmann, als Offenbach als Vizemeister der Aufstieg in die Fußball-Bundesliga gelang. Seinen ersten Einsatz hatte er am 30. Oktober 1982, dem 13. Spieltag, bei einer 2:3-Auswärtsniederlage bei Hessen Kassel. Er spielte dabei an der Seite von Mitspielern wie Valentin Herr, Kurt Geinzer, Uwe Bein, Walter Krause, Franz Michelberger und  Radomir Dubovina. Der Durchbruch gelang Kraus aber nicht. Im Sonderheft zur Saison 1983/84 wird Wolfgang Kraus noch auf Seite 111 als Abwehrspieler des Aufsteigers aufgeführt, dagegen wird er in der Enzyklopädie des Ligafußballs zu den Runden 1975–1987 von Matthias Weinrich auf Seite 277 nicht im Spielerkader von Kickers Offenbach zur Saison 1983/84 aufgeführt. Im Sonderheft zur Saison 1984/85 wird er auf Seite 118 nicht mehr im Spielerkader von Offenbach geführt, er ist aber auch nicht als Abgang verzeichnet. Wann Wolfgang Kraus Offenbach genau verlassen hat, ist aus den vorliegenden Unterlagen nicht ersichtlich.